# Listă de senatori ai Senatului Statelor Unite ale Americii din statul Georgia

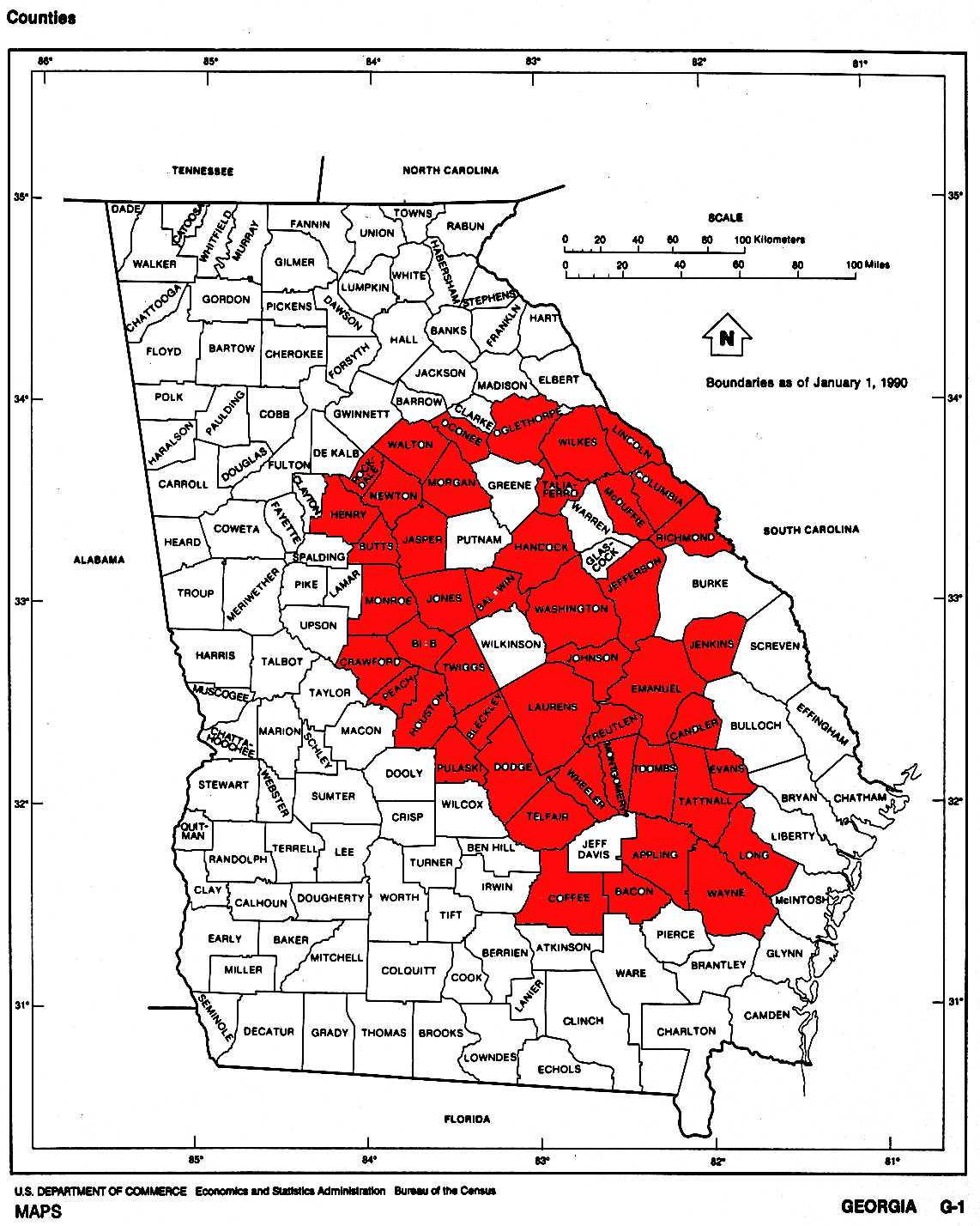
Hartă a statului Georgia prezentând (în roșu) sudul istoric al acesteia.

Această pagină este o listă cronologică a tuturor senatorilor Senatului Statelor Unite ale Americii din partea statului Georgia. 

Urmând ratificării Constituției Statelor Unite ale Americii din ziua de 2 ianuarie 1788, statul Georgia a avut mereu câte doi senatori, aparținând claselor 2 și 3, cu excepția notabilă a perioadei martie 1861 - februarie 1871, când datorită secesionării statului Georgia din Uniune și alăturării sale Statelor Confederate ale Americii, locurile sale din Senatul SUA au fost vacante. 
Senatorii Senatului Statelor Unite sunt aleși prin vot direct, pentru o perioadă de șase ani, începând să servască în oficiul pentru care au fost aleși la 3 ianuarie al anului următor alegerii lor.  Alegerile generale au loc în Statele Unite în prima zi de marți ce urmează zilei de 1 noiembrie, din doi în doi ani, în anii cu soț.  Înainte de anul 1914, senatorii de Georgia erau aleși Georgia General Assembly, Adunarea legislativă generală a statului Georgia, respectiv înaintea anului 1935, termenul lor în oficiu începea la 4 martie, teoretic imediat după miezul nopții, la orele 00:00:01. 

## Senatorii clasa 2 ai statului Georgia
Senatorii de Clasa 2 ai Senatului Statelor Unite ale Americii aparțin ciclului electoral care au fost aleși inițial pentru două sesiuni ale Congresului, deci pentru patru ani, începând cu 1788 și încheiând cu 1792.  După aceea, au fost aleși din șase în șase ani, 1792, 1798, 1804, etc. și ajungând în prezent să fi fost aleși în 1990, 1996, 2002, respectiv urmând a candida pentru alegerile din 2008 și 2014. 
Din ziua de 2 ianuarie 1788, data intrării în Uniune a statului Georgia și până astăzi, există 37 de senatori de clasa 2 în Senatul Statelor Unite ale Americii, dar doar 36 de persoane distincte.  Dintre aceștia, George Troup a fost singurul care a slujit de două ori (al 10-lea și al 14-lea) ca senator de Georgia în Senatul SUA, cele două mandate fiind întrerupte de alegerea sa ca guvernator al statului Georgia. 
| #     | Nume                            | În funcție        | Partid politic      | Date personale (naștere - deces)       |
| 01    | William Few Jr.                 | 1789 – 1793       | Anti-Administrație  | 8 iunie 1748 – 16 iulie 1828           |
| 02    | James Jackson                   | 1793 – 1795       | Anti-Administrație  | 21 septembrie 1757 – 19 martie 1806    |
| 03    | George Walton                   | 1795 – 1796       | Federalist          | 1749 – 2 februarie 1804                |
| 04    | Josiah Tattnall Sr.             | 1796 – 1799       | Democrat Republican | 1762 – 6 iunie 1803                    |
| 05    | Abraham Baldwin                 | 1799 – 1807       | Democrat Republican | 23 noiembrie 1754 – 4 martie 1807      |
| 06    | George Jones                    | 1807              | Democrat Republican | 25 februarie 1766 – 13 noiembrie 1838  |
| 07    | William Harris Crawford         | 1807 – 1813       | Democrat Republican | 24 februarie 1772 – 15 septembrie 1834 |
| 08    | William Bellinger Bulloch       | 1813              | Democrat Republican | 1777 – 6 mai 1852                      |
| 09    | William Wyatt Bibb              | 1813 – 1816       | Democrat Republican | 2 octombrie 1781 – 10 iulie 1820       |
| 10 *  | George Michael Troup            | 1816 – 1818       | Democrat Republican | 8 septembrie 1780 – 26 aprilie 1856    |
| 11    | John Forsyth                    | 1818 – 1819       | Democrat Republican | 22 octombrie 1780 – 21 octombrie 1841  |
| 12    | Freeman Walker                  | 1819 – 1821       | Democrat Republican | 25 octombrie 1780 – 23 septembrie 1827 |
| 13    | Nicholas Ware                   | 1821 – 1824       | Democrat Republican | 1769 – 7 septembrie 1824               |
| 14    | Thomas Willis Cobb              | 1824 – 1828       | Democrat Republican | 1784 – 1 februarie 1830                |
| 15    | Oliver Hillhouse Prince         | 1828 – 1829       | Democrat Republican | 1787 – 9 octombrie 1837                |
| 16 ** | George Michael Troup            | 1829 – 1833       | Democrat Republican | 8 septembrie 1780 – 26 aprilie 1856    |
| 17    | John Pendleton King             | 1833 – 1837       | Democrat            | 3 aprilie 1799 – 19 martie 1888        |
| 18    | Wilson Lumpkin                  | 1837 – 1841       | Democrat            | 14 ianuarie 1783 – 28 decembrie 1870   |
| 19    | John MacPherson Berrien         | 1841 – 1852       | Whig                | 23 august 1781 – 1 ianuarie 1856       |
| 20    | Robert Milledge Charlton        | 1852 – 1853       | Democrat            | 19 ianuarie 1807 – 15 ianuarie 1854    |
| 21    | Robert Augustus Toombs          | 1853 – 1861       | Whig                | 2 iulie 1810 – 15 decembrie 1885       |
| --    | vacant prin secesiunea Georgiei |                   |                     |                                        |
| 22    | Homer Virgil Morton Miller      | 1871              | Democrat            | 29 aprilie 1814 – 31 mai 1896          |
| 23    | Thomas Manson Norwood           | 1871 – 1877       | Democrat            | 26 aprilie 1830 – 19 iunie 1913        |
| 24    | Benjamin Harvey Hill            | 1877 – 1882       | Democrat            | 14 septembrie 1823 – 16 august 1882    |
| 25    | Middleton Barrow                | 1882 – 1883       | Democrat            | 1 august 1839 – 23 decembrie 1903      |
| 26    | Alfred Holt Colquitt            | 1883 – 1894       | Democrat            | 20 aprilie 1824 – 26 martie 1894       |
| 27    | Patrick Walsh                   | 1894 – 1895       | Democrat            | 1 ianuarie 1840 – 19 martie 1899       |
| 28    | Augustus Octavius Bacon         | 1895 – 1914       | Democrat            | 20 octombrie 1839 – 14 februarie 1914  |
| 29    | William Stanley West            | 1914              | Democrat            | 23 august 1849 – 22 decembrie 1914     |
| 30    | Thomas William Hardwick         | 1914 – 1919       | Democrat            | 9 decembrie 1872 – 31 ianuarie 1944    |
| 31    | William Julius Harris           | 1919 – 1932       | Democrat            | 3 februarie 1868 – 18 aprilie 1932     |
| 32    | John Cohen                      | 1932 – 1933       | Democrat            | 26 februarie 1870 – 13 mai 1935        |
| 33    | Richard Brevard Russell Jr.     | 1933 – 1971       | Democrat            | 2 noiembrie 1897 – 21 ianuarie 1971    |
| 34    | David Henry Gambrell            | 1971 – 1972       | Democrat            | 20 decembrie 1929 – prezent            |
| 35    | Samuel Augustus Nunn Jr.        | 1972 – 1997       | Democrat            | 8 septembrie 1938 – prezent            |
| 36    | Joseph Maxwell Cleland          | 1997 – 2003       | Democrat            | 24 august 1942 – prezent               |
| 37    | Clarence Saxby Chambliss        | 2003 – În funcție | Republican          | 10 noiembrie 1943 – prezent            |

## Senatori clasa 3 ai statului Georgia
Senatorii de Clasa 3 ai Senatului Statelor Unite ale Americii aparțin ciclului electoral care au fost aleși inițial pentru trei sesiuni ale Congresului, deci pentru șase ani, începând cu 1788 și încheiând cu 1794.  După aceea, au fost aleși din șase în șase ani, 1794, 1800, 1806, etc. și ajungând în prezent să fi fost aleși în 1992, 1998, 2004, respectiv urmând a candida pentru alegerile din 2010 și 2016. 
Din ziua de 2 ianuarie 1788, data intrării în Uniune a statului Georgia și până astăzi, au existat 28 de senatori de clasa 3 în Senatul Statelor Unite ale Americii, dar doar 27 de persoane distincte.  John Brown Gordon a fost singurul dintre aceștia care a slujit de două ori (al 14-lea și al 16-lea) ca senator de Georgia în Senatul SUA, între cele două mandate fiind ales ca guvernator al statului Georgia (1886 - 1890). 
| #     | Nume                            | În oficiu         | Partid politic      | Date personale (naștere - deces)       |
| 01    | James Gunn                      | 1789 – 1801       | Federalist          | 13 martie 1753 – 30 iulie 1801         |
| 02    | James Jackson                   | 1801 – 1806       | Democrat Republican | 21 septembrie 1757 – 19 martie 1806    |
| 03    | John Milledge                   | 1806 – 1809       | Democrat Republican | 1757 – 9 februarie 1818                |
| 04    | Charles Tait                    | 1809 – 1819       | Democrat Republican | 1 februarie 1768 – 7 octombrie 1835    |
| 05    | John Elliott                    | 1819 – 1825       | Democrat Republican | 24 octombrie 1773 – 9 august 1827      |
| 06    | John MacPherson Berrien         | 1825 – 1829       | Democrat Republican | 23 august 1781 – 1 ianuarie 1856       |
| 07    | John Forsyth                    | 1829 – 1834       | Democrat            | 22 octombrie 1780 – 21 octombrie 1841  |
| 08    | Alfred Cuthbert                 | 1835 – 1843       | Democrat            | 23 decembrie 1785 – 9 iulie 1856       |
| 09    | Walter Terry Colquitt           | 1843 – 1848       | Democrat            | 27 decembrie 1799 – 7 mai 1855         |
| 10    | Herschel Vespasian Johnson      | 1848 – 1849       | Democrat            | 18 septembrie 1812 – 16 august 1880    |
| 11    | William Crosby Dawson           | 1849 – 1855       | Whig                | 4 ianuarie 1798 – 5 mai 1856           |
| 12    | Alfred Iverson Sr.              | 1855 – 1861       | Democrat            | 3 decembrie 1798 – 4 martie 1873       |
| --    | vacant prin secesiunea Georgiei |                   |                     |                                        |
| 13    | Joshua Hill                     | 1871 – 1873       | Republican          | 10 ianuarie 1812 – 6 martie 1891       |
| 14 *  | John Brown Gordon               | 1873 – 1880       | Democrat            | 6 februarie 1832 – 9 ianuarie 1904     |
| 15    | Joseph Emerson Brown            | 1880 – 1891       | Democrat            | 15 aprilie 1821 – 30 noiembrie 1894    |
| 16 ** | John Brown Gordon               | 1891 – 1897       | Democrat            | 6 februarie 1832 – 9 ianuarie 1904     |
| 17    | Alexander Stephens Clay         | 1897 – 1910       | Democrat            | 25 septembrie 1853 – 13 noiembrie 1910 |
| 18    | Joseph Meriwether Terrell       | 1910 – 1911       | Democrat            | 6 iunie 1861 – 17 noiembrie 1912       |
| 19    | Michael Hoke Smith              | 1911 – 1921       | Democrat            | 2 septembrie 1855 – 27 noiembrie 1931  |
| 20    | Thomas Edward Watson            | 1921 – 1922       | Democrat            | 5 septembrie 1856 – 26 septembrie 1922 |
| 21    | Rebecca Ann Latimer Felton      | 1922              | Democrat            | 10 iunie 1835 – 24 ianuarie 1930       |
| 22    | Walter Franklin George          | 1922 – 1957       | Democrat            | 29 ianuarie 1878 – 4 august 1957       |
| 23    | Herman Eugene Talmadge          | 1957 – 1981       | Democrat            | 9 august 1913 – 21 martie 2002         |
| 24    | Mack Francis Mattingly          | 1981 – 1987       | Republican          | 7 ianuarie 1931 – prezent              |
| 25    | William Wyche Fowler Jr.        | 1987 – 1993       | Democrat            | 6 octombrie 1940 – prezent             |
| 26    | Paul Douglas Coverdell          | 1993 – 2000       | Republican          | 20 ianuarie 1939 – 19 iulie 2000       |
| 27    | Zell Bryan Miller               | 2000 – 2005       | Democrat            | 24 februarie 1932 – prezent            |
| 28    | John Hardy Isakson              | 2005 – în funcție | Republican          | 28 decembrie 1944 – prezent            |